# Briggs (Familienname)
Briggs ist ein Familienname.

## Namensträger

### A
- Alfred Charles Briggs (1905–1988), britischer Seemann und Forschungsreisender
- Allan Briggs (1873–1951), US-amerikanischer Sportschütze
- Anne Briggs (* 1944), englische Folk-Sängerin
- Annie Briggs (* 1987), kanadische Schauspielerin
- Ansel Briggs (1806–1881), US-amerikanischer Politiker
- Arthur Briggs (1901–1991), US-amerikanischer Trompeter, Orchesterleiter und Jazzmusiker
- Asa Briggs (1921–2016), britischer Historiker

### B
- Barbara Gillian Briggs (* 1934), australische Botanikerin
- Barry Briggs (* 1934), britisch-neuseeländischer Speedwayfahrer
- Bunny Briggs († 2014), US-amerikanischer Stepptänzer

### C
- Charles Augustus Briggs (1841–1913), US-amerikanischer Theologe
- Charles James Briggs (1865–1941), britischer Generalleutnant
- Chris Briggs, Filmproduzent
- Clare Briggs (1875–1930), US-amerikanischer Cartoonist und Comiczeichner
- Christopher Rawdon Briggs (1869–1948), englischer Geiger und Musikpädagoge
- Clay Stone Briggs (1876–1933), US-amerikanischer Politiker
- Cyril Briggs (1888–1966), amerikanischer Schriftsteller und kommunistischer Aktivist

### D
- Dave Briggs (* 1976), US-amerikanischer Fernsehjournalist und -moderator
- David Briggs (Keyboarder) (1943–2025), US-amerikanischer Keyboarder und Produzent
- David Briggs (Produzent) (1944–1995), US-amerikanischer Musikproduzent
- David Briggs (Gitarrist) (* 1951), australischer Gitarrist und Produzent
- David Briggs (Organist) (* 1962), englischer Organist und Komponist
- David Briggs (Journalist) (* 1975), US-amerikanischer Fernsehjournalist
- Derek Briggs (* 1950), irischer Paläontologe

### E
- Eddie Briggs (* 1950), US-amerikanischer Politiker
- Ella Briggs (1880–1977), österreichische Architektin
- Ellis O. Briggs (1899–1976), US-amerikanischer Diplomat
- Everett Briggs (* 1934), US-amerikanischer Diplomat

### F
- Frank A. Briggs (1858–1898), US-amerikanischer Politiker
- Frank O. Briggs (1851–1913), US-amerikanischer Politiker
- Frank P. Briggs (1894–1992), US-amerikanischer Politiker

### G
- George Briggs (Politiker) (1805–1869), US-amerikanischer Politiker
- George Briggs (Fußballspieler) (1903–??), englischer Fußballspieler
- George N. Briggs (1796–1861), US-amerikanischer Politiker

### H
- H. Briggs (* 19. Jhdt.), britischer Tennisspieler
- Harold Rawdon Briggs (1894–1952), britischer Offizier der Britisch-Indischen Armee
- Henry Briggs (1561–1630), englischer Mathematiker
- Herbert W. Briggs (1900–1990), US-amerikanischer Jurist und Hochschullehrer

### I
- Isaac Briggs (1763–1825), amerikanischer Ingenieur, Landvermesser und Fabrikant

### J
- James E. Briggs (1906–1979), Generalleutnant der US Air Force, 2. Superintendent der Air Force Academy
- James F. Briggs (1827–1905), US-amerikanischer Politiker
- Jamie Briggs (* 1977), australischer Politiker
- Jason Briggs (* 1971), britischer Eiskunstläufer
- Jean Briggs (1929–2016), US-amerikanisch-kanadische Anthropologin
- John Carmon Briggs (* 1920), US-amerikanischer Meeresbiologe und Ichthyologe
- Josh Briggs (* 1993), US-amerikanischer Wrestler
- Johnny Briggs (Cricketspieler) (1862–1902), englischer Cricketspieler
- Johnny Briggs (Schauspieler) (1935–2021), englischer Schauspieler
- Johnny Briggs (Baseballspieler) (* 1944), US-amerikanischer Baseballspieler
- Julia Briggs (1943–2007), britische Literaturwissenschaftlerin und Autorin

### K
- Karen Briggs (Judoka) (* 1963), britische Judoka
- Karen Briggs (Musikerin) (* 1963), US-amerikanische Geigerin
- Katharine Cook Briggs (1875–1968), US-amerikanische Psychologin
- Katharine Mary Briggs (1898–1980), britische Folkloristin
- Kellen Briggs (* 1983), US-amerikanischer Eishockeytorhüter
- Kim Briggs (* 1977), australische Handballspielerin

### L
- Lauren Briggs (* 1979), englische Squashspielerin
- LeBaron Russell Briggs (1855–1934), US-amerikanischer Philologe
- Lyman Briggs (1874–1963), US-amerikanischer Ingenieur und Physiker

### M
- Martin Briggs (* 1964), britischer Hürdenläufer
- Matthew Briggs (Matthew Anthony Briggs, * 1991), englisch-guyanischer Fußballspieler
- Max Briggs (* 1948), englischer Fußballspieler
- Moacyr Ribeiro Briggs (1900–1968), brasilianischer Diplomat

### N
- Noel Currer-Briggs (1919–2004), britischer Codeknacker während des Zweiten Weltkriegs

### P
- Patricia Briggs (* 1965), US-amerikanische Autorin
- Pete Briggs (* 1904), US-amerikanischer Tubist und Bassist
- Peter Briggs (* 1992), englischer Badmintonspieler
- Phyllis Briggs (1904–1981), britische Schriftstellerin (Pseudonym Philip Briggs)

### R
- Raymond Briggs (1934–2022), britischer Illustrator und Cartoonist

### S
- Scott Munro Briggs (1889–1917), englischer Botaniker
- Shannon Briggs (* 1971), US-amerikanischer Boxer

### T
- Tessa Bell-Briggs (* 1951), britische Schauspielerin
- Tommy Briggs (1923–1984), englischer Fußballspieler
- Tony Briggs (* 1967), australischer Schauspieler und Drehbuchautor

### W
- Walter O. Briggs (1877–1952), US-amerikanischer Unternehmer
- Ward W. Briggs (* 1945), US-amerikanischer Altphilologe
- Watson Briggs (* 1987), schottischer Badmintonspieler
- William Briggs (1642–1704), englischer Mediziner und Augenarzt
- Winslow R. Briggs (1928–2019), US-amerikanischer Pflanzenphysiologe